# 利姓
利姓為中文姓氏之一，在《百家姓》中排名第364位。
在臺灣，利姓人口中有不少為客家人。根據中華民國內政部户政司於2018年（民國107年）6月的數據，臺澎金馬地區利姓人口共有3,920人，為臺澎金馬姓氏人數排名第155名。

## 姓氏起源
- 出自老子，《路史》載：「老子之後，有利氏，老子祖名利貞，後為氏。」
- 出自芈氏，指因楚國芈姓公子（或晉大夫）受封于利邑（今中華人民共和國四川省下轄廣元市境內），其子孫於是以封地為姓。
- 出自姬姓，来源于封地。
- 出自鮮卑族，由叱利氏漢化為利姓。

## 郡望堂号

### 郡望
- 河南郡：汉高帝置郡。在今天的河南省洛阳市一带。据《姓纂》记载：“楚公子食采于利，因以为氏”。望出河南。

### 堂号
- 河南堂：以望立堂。

## 名人
- 利蒼，西漢丞相。
- 利几，漢代武將。
- 利元吉，宋朝學者。
- 利本堅
- 利希慎家族
- 利智，香港女明星。
- 利文喆，香港粵劇神童